# Patala (Uttar Pradesh)
Patala es  un pueblo y nagar Panchayat situado en el distrito de Ghaziabad en el estado de Uttar Pradesh (India). Su población es de 9500 habitantes (2011). 

## Demografía
Según el censo de 2011 la población de Patala era de 9500 habitantes, de los cuales 5177 eran hombres y 4323 eran mujeres. Patala tiene una tasa media de alfabetización del 76,85%, superior a la media estatal del 67,68%: la alfabetización masculina es del 84,62%, y la alfabetización femenina del 67,69%.